# Microstomie

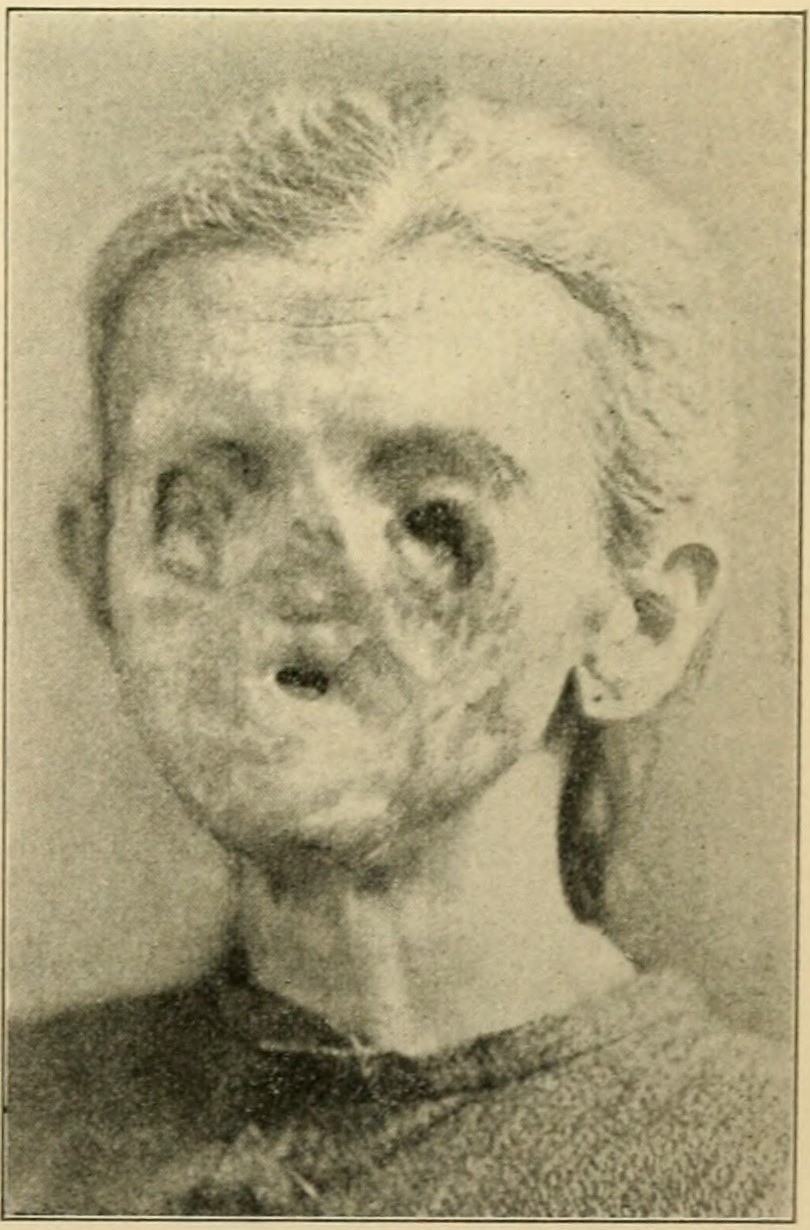
Microstomie due à la syphilis congénitale

La microstomie est la petitesse anormale et congénitale de la bouche. Cette anomalie est un symptôme de certains syndromes craniofaciaux tel que le syndrome de Freeman-Sheldon et Dysplasie de Sensenbrenner. Elle peut également être observée dans les maladies génétiques, telles que le syndrome de Bartter. Dans ce dernier syndrome, la microstomie nuit à la bonne alimentation et nécessite une chirurgie appelée commissurotomie (ou commissuroplastie). La microstomie peut également être présente dans la sclérodermie systémique.   

## Propagation et causes
La fréquence n'est pas connue. Dans 10 % des brûlures et accidents électriques dans la région de la bouche pendant l'âge de croissance et dans plus de 30 % des cas de sclérodermie, on peut retrouver de la microstomie acquise[réf. souhaitée]. Un trouble de croissance postopératoire après ablation d'une tumeur au niveau de la bouche, un syndrome CREST ou des formes d' épidermolyse bulleuse sont parmi les causes d'une microstomie acquise.